# Lato
Lato (з пол. — літо) — шрифт без зарубок, створений польським дизайнером Лукашем Джеджицем. Гарнітура використовує класичні пропорції для надання буквам гармонії та елегантності. Шрифт розроблений літом 2010 року і випущений у грудні 2010 року під ліцензією SIL (OFL). Це вільний шрифт із відкритим початковим кодом. Lato має 10 накреслень: звичайний, курсив, напівжирний, чорний, світло-курсив, напівжирний курсив, чорний курсив, hairline та його курсив. У 2013—2014 роках гарнітура була значно розширена для покриття понад 3000 гліфів у кожному накресленні, підтримує 100 мов, заснованих на латиниці, 50 мов, що використовують кирилицю, а також грецькі й фонетику IPA. У процесі розробки метрика і кернінг були переглянуті, а також створені додатково чотири накреслення.
Після розміщення у каталозі Google Fonts швидко став третім за популярністю вебшрифтом після фірмового Roboto й Open Sans з понад 1,5 трильйонами показів на квітень 2019 року, використовується на понад 11 млн сайтів.
Накреслення

Прямі накреслення
Курсиви

На його основі була створена інша гарнітура — Carlito, яка поширюється у складі LibreOffice і метрично сумісна з Calibri, шрифтом Microsoft Office за замовчуванням, починаючи із версії 2007.
Використовується на офіційному сайті польських залізниць.